# Gylfi Sigurðsson
Gylfi Þór Sigurðsson (Reykjavík, 9. rujna 1989.) islandski je nogometaš koji trenutačno igra za islandski Víkingur.
Profesionalnu karijeru je započeo u 2008. godini u Readingu, gdje je skupio preko 40 nastupa. Prešao je u njemački TSG 1899 Hoffenheim, gdje je 10. rujna 2010. debitirao protiv Schalkea 04. Tjedan dana kasnije je zabio i svoj prvi pogodak za Hoffe protiv 1. FC Kaiserslauterna. U 2012. godini je poslan na posudbu u velški Swansea City. Debitirao je protiv Arsenala u 3:2 pobijedi za The Swans. Šest mjeseci kasnije je potpisao za Tottenham Hotspur, koji je izdvojio 8,8 milijuna funti za veznjaka. Sigurðsson je bio prvo pojačanje tadašnjeg trenera Andréa Villas-Boasa. Sljedećeg ljeta je Sigurðsson bio dio dogovora između Tottenham Hotspura i Swansea Cityja. Islanđanin je se ponovno pridružio Swansea Cityju, dok je Ben Davies potpisao za Tottenham Hotspur. U kolovozu 2016. je Sigurðsson produžio svoj ugovor s velškim klubom do 2020. godine. Sa svojim transferom od 45 milijuna funti u Everton u kolovozu 2017. je Islanđanin srušio klupski rekord. U Liverpoolu je potpisao petogodišji ugovor. Za islandsku nogometnu reprezentaciju je debitirao u svibnju 2010. godine protiv Andore i odigrao je preko 45 utakmica za domovinu. Islandski nogometni stožer objavio je u svibnju 2016. popis za nastup na Europskom prvenstvu u Francuskoj, na kojem je se nalazio Sigurðsson. "U Zagrebu nas očekuje teška utakmica. Hrvatska ima jednu od najboljih reprezentacija u Europi. U svojim redovima ima niz sjajnih igrača," izjavio je Sigurðsson uoči kvalifikacijske utakmice protiv Hrvatske za Svjetsko prvenstvo u Rusiji. U svojoj 50. utakmici za islandsku reprezentaciju je Sigurðsson na Laugardalsvölluru protiv Hrvatske izveo korner u zadnjim trenucima susreta, iz kojeg su Islanđani stigli do pogotka i pobjede u lipnju 2017. godine.

## Privatni život
U lipnju 2019. Sigurðsson se oženio Alexandrom Ívarsdóttir, koja je 2008. izabrana za Miss Islanda. U vezi su od 2010.
Policija Greater Manchestera 16. srpnja 2021. izvijestila je da je neimenovani tridesetjednogodišnji nogometaš Premier Leaguea uhićen "zbog sumnji o seksualnom zlostavljanju djece" i da je naknadno pušten uz jamčevinu, ali i da je istraga još u tijeku. Everton je izjavio da je "suspendirao igrača prve momčadi do policijske istrage", ali nije potvrdio je li riječ o istoj osobi koju je uhitila Policija Greater Manchestera. Islandske informativne stranice mbl.is izvijestile su da je Sigurðsson uhićen zbog navodnog seksualnog zlostavljanja djece.